# Tachov (ort i Tjeckien, lat 50,54, long 14,64)
Tachov är en ort i Tjeckien. Den ligger i den centrala delen av landet, 50 km norr om huvudstaden Prag. Tachov ligger 337 meter över havet och antalet invånare är 138.
Terrängen runt Tachov är platt. Runt Tachov är det ganska glesbefolkat, med 43 invånare per kvadratkilometer. Närmaste större samhälle är Česká Lípa, 17,3 km norr om Tachov. I omgivningarna runt Tachov växer i huvudsak blandskog.